# 539

## Události
- Theudebert I. vpadl se svým franským vojskem do Itálie, porazil jak Byzantice, tak Góty, ale musel se stáhnout zpět

## Narození
- císař Maurikios

## Hlavy států
- Papež – Vigilius (537–555)
- Byzantská říše – Justinián I. (527–565)
- Franská říše
  - Soissons – Chlothar I. (511–561)
  - Paříž – Childebert I. (511–558)
  - Remeš – Theudebert I. (534–548)
- Anglie
  - Wessex – Cynric (534–560)
  - Essex – Aescwine (527–587)
- Perská říše – Husrav I. (531–579)
- Langobardi – Wacho
- Ostrogóti – Witiges (536–540)
- Vizigóti – Theudes (531–548)